# Дилювиально-аккумулятивные террасы

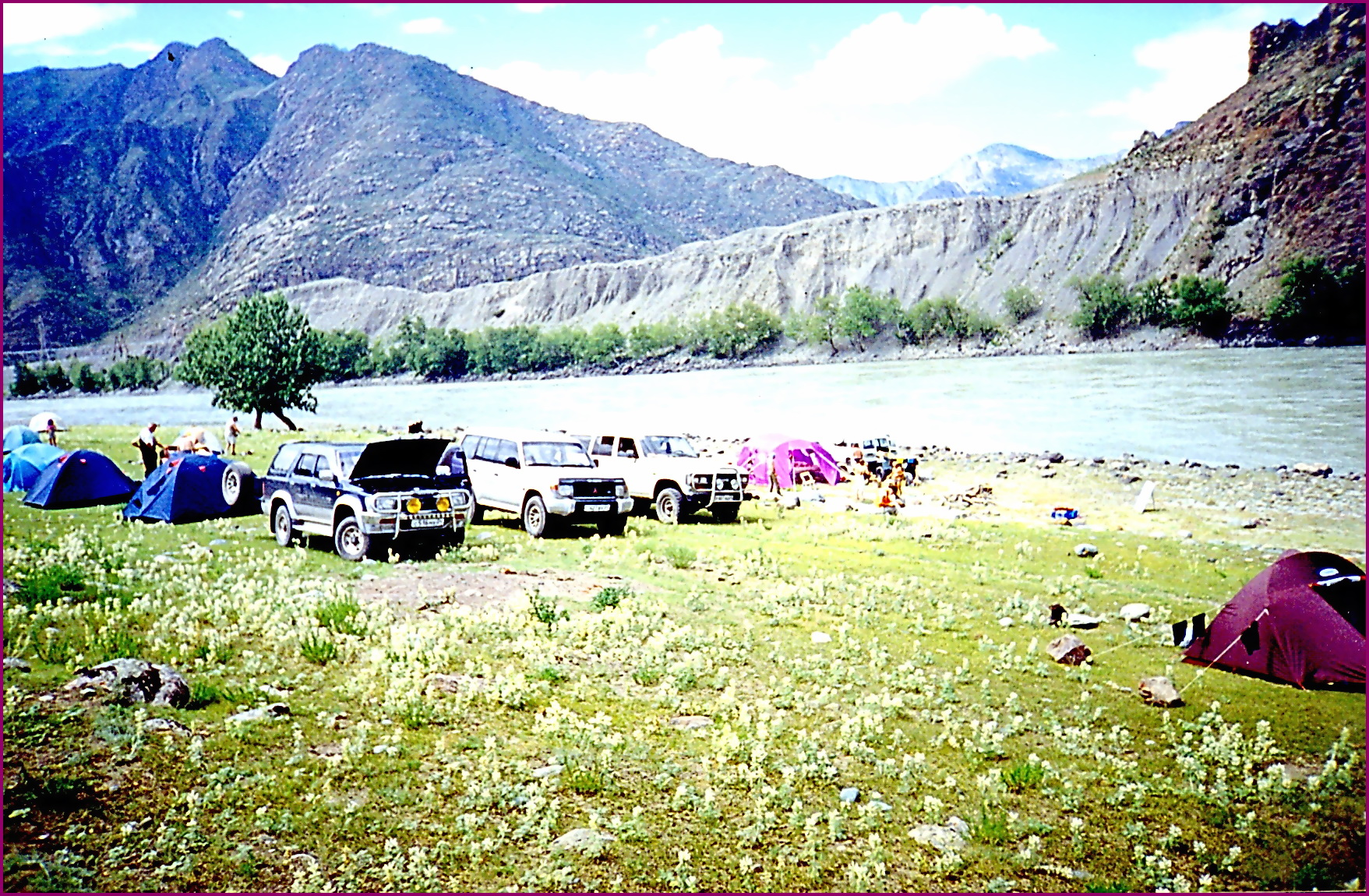
Полевой лагерь российско-американской экспедиции для изучения дилювия Центрального Алтая на берегу Катуни

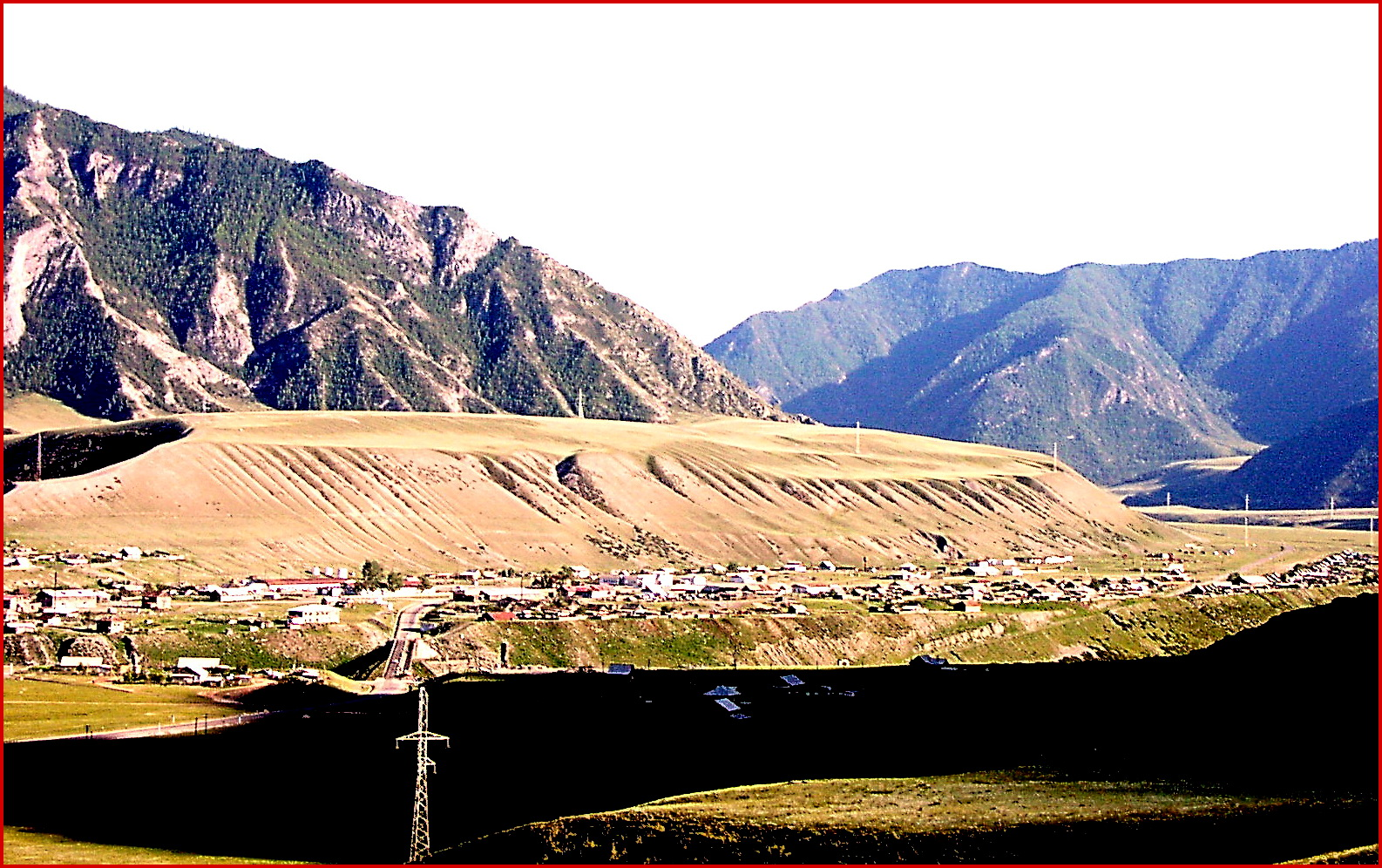
Дилювиально-аккумулятивная терраса в устьевой части долины реки Иня

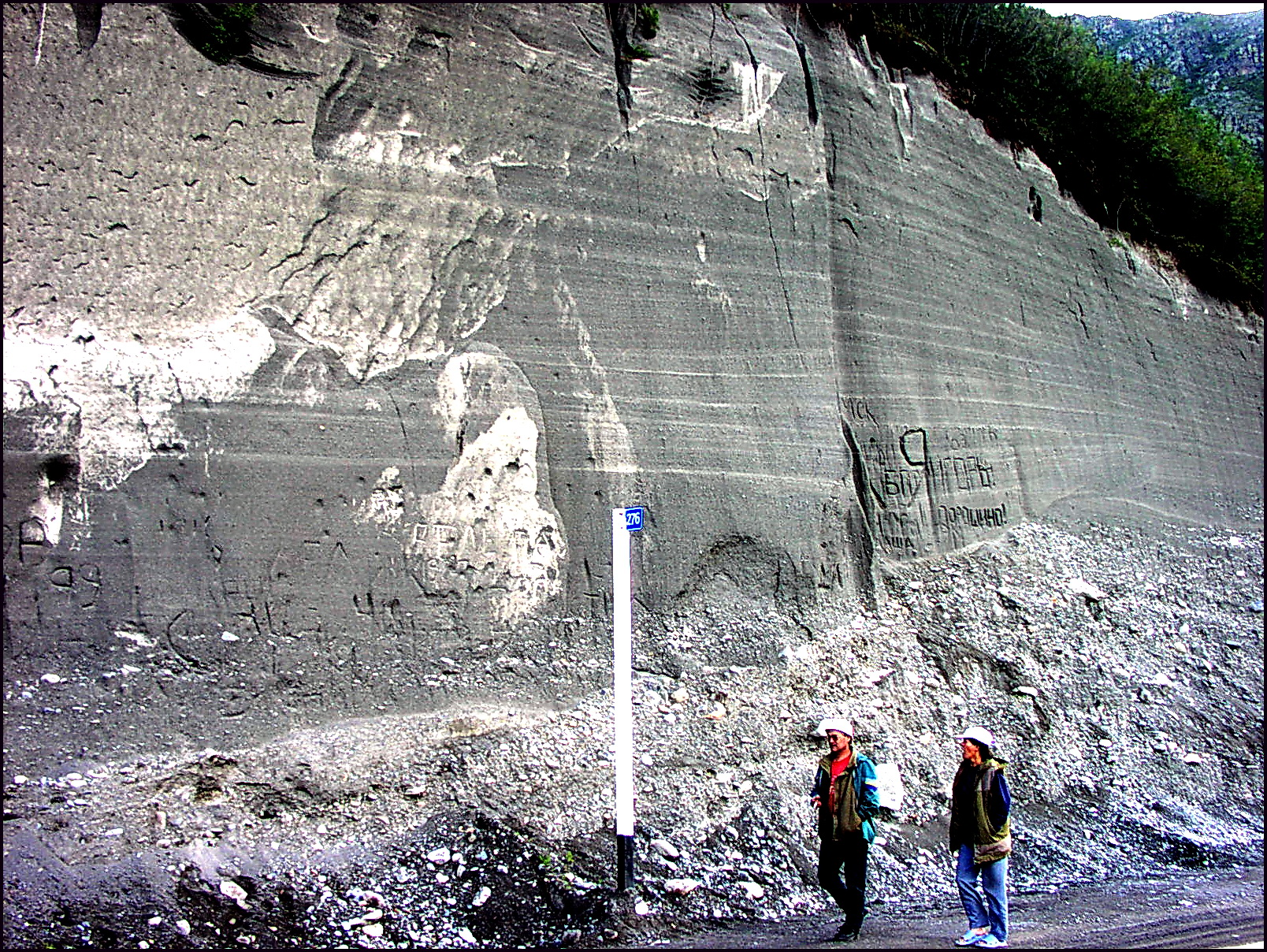
Обнаже́ние дилювиа́льной террасы р. Катуни вдоль Чуйского тракта недалеко от устья р. Большой Яломан

Дилювиа́льные террасы (валы́) — это формы дилювиального рельефа, созданные в зонах эрозионной тени и обратных течений в каналах катастрофи́ческих (дилювиальных) потоков при сбросах гигантских ледниково-подпрудных озёр. Эти террасы-валы́ особенно выразительны в нижнем течении реки Чу́и и в среднем и нижнем течении реки Кату́ни, где они и были впервые тщательно исследованы российскими и международными научными группами. Являются характерными морфолитологическими формами скэ́блендов.

## Общие сведения
Дилювиальные террасы и валы представляют собой мощные, обычно около 240 м (до 340 м) над уре́зами рек, толщи ясно сло́истых, чисто промытых гравийно-щебнисто-дресвяных отложений, включающих в себя как слои и линзы песков и супесей, так и угловатые валуны и глыбы весьма пёстрого петрографического состава.
Дилювиальные толщи накапливались при резком паде́нии энергии потоков или в условиях обратных течений в зонах эрозио́нной тени непосредственно ниже коренных выступов, изгибов основной долины, или в больши́х расширениях долин.
Поверхности всех дилювиальных террас в общем случае наклонены к коренны́м бортам долин, часто осложнены небольшими изометричными западинами, фиксирующими участки подводных водоворотов. Бровки террас чёткие и подчёркиваются береговыми вала́ми-бе́рмами.
Вследствие более поздней эрозии и осыпа́ния дилювиальные толщи представляют собой сейчас очень чёткие террасовидные скульптурные формы с хорошо очерченными бровками и ясно выраженными уступами, имеющими падение, близкое к углам естественного откоса (углам покоя) для соответствующих фракций. Поэтому дилювиальные террасы и валы, строго говоря, речными террасами не являются, это именно толщи дилювия, имеющие террасовидную форму.
К предгорьям высоты дилювиально-аккумулятивных террас уменьшаются до 100, а в районе г. Горно-Алтайска — до 60 метров (известный «майми́нский вал», разделяющий долины р. Катуни и её правого прито́ка р. Маймы́). В их строении увеличивается доля хорошо промытых грубозернистых песков, возрастает окатанность гравия и гальки.

## О термине и истории изученности дилювиальных террас

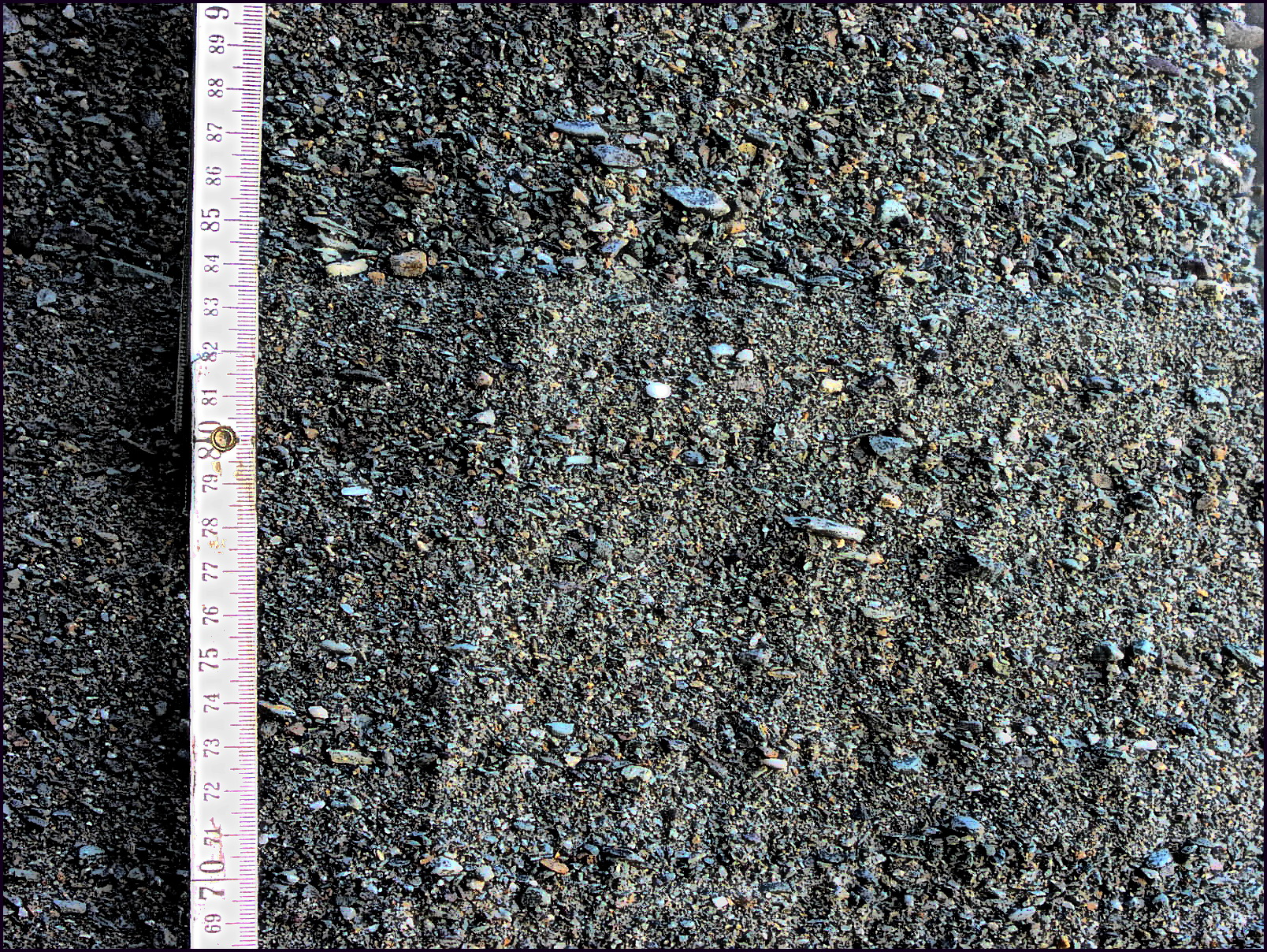
Фрагмент строения мелкой фракции дилювиальных толщ в долине р. Малый Яломан.

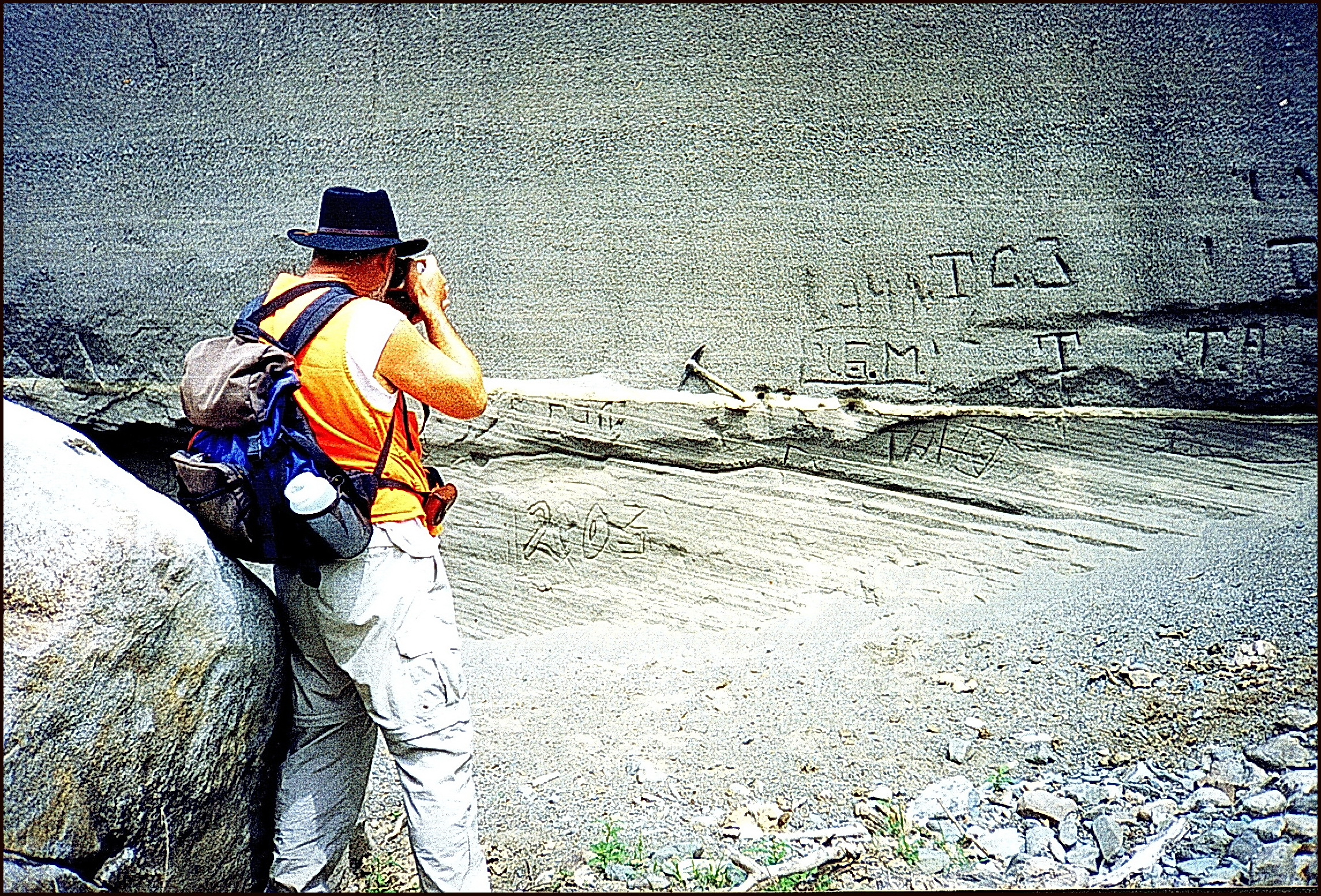
Текстуры заплесков в основании дилювиальной террасы в устьевой части Малого Яломана.

Термин «бар» в понимании Дж. Х. Бретца — это валообра́зные или террасообра́зные толщи обло́мочного материала, сверхмощные для «нормального аллювия» данной долины, имеющие оригинальную морфологию. Отложения «ба́ров» сбрасывались суперпотоками в подходящих участках на путях стока озёрных вод при резком падении транспортирующей способности дилювиальных потоков. В англоязычной литературе термин «giant gravel bar» повсеместно употребляются и сейчас.
Однако из-за очевидного неудобства этого термина, вызванного наличием широко известного в отечественной морской геоморфологии понятия «бар», А. Н. Рудой, автор теории дилювиального морфолитогенеза, применяет для таких толщ и форм рельефа подходящий по смыслу и содержанию термин «дилювиа́льно-аккумуляти́вная терраса, вал», исходя при этом из общего названия экзогенных процессов, в результате которых эти валообразные формы сформировались.

## Морфология, закономерности строения и механизмы образования
Отложения зон природных экранов, механизм образования которых подробно описан А. А. Чистяковым, изучались в условиях крупных сибирских рек С. А. Лаухиным, который предложил называть их лимноподобными фациями.

Осадки верхних уровней дилювиальных террас и валов действительно похожи на отложения слабопрото́чных озёр, на основании чего, в пределах, по крайнем мере, так называемой Ялома́нской впадины, их таковыми и считали. Другие представления о генезисе толщ, слагающих высокие уровни дилювиальных террас (камовые террасы, аномально мощные толщи аллювия в условиях тектонического опускания, на основании чего, собственно и была выделена «Яломанская тектоническая впадина») свидетельствуют о большом интересе специалистов к этим толщам и о необычном механизме их возникновения.

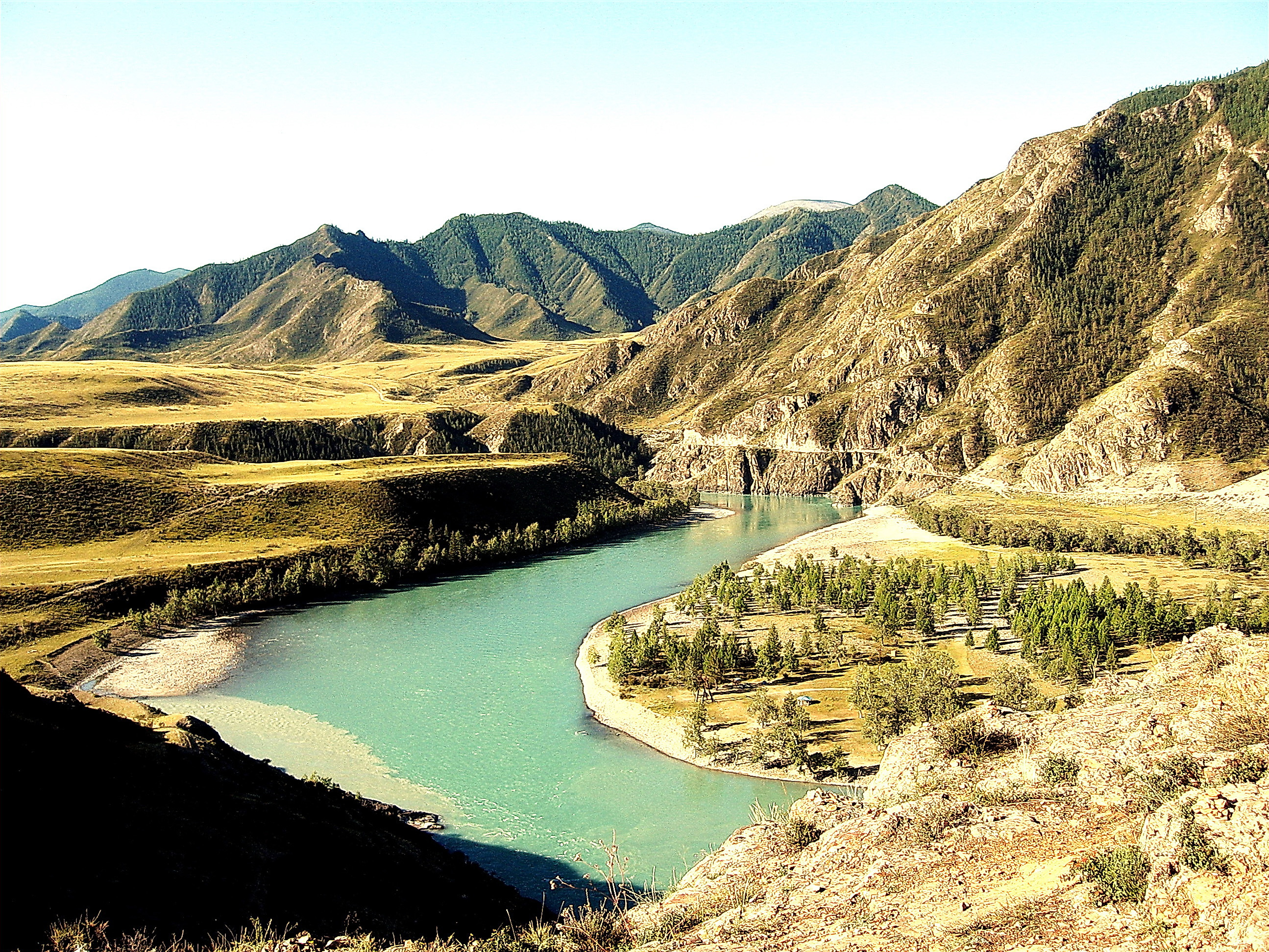
Забитое террасированным дилювием расширение долины р. Катунь у районе устья р. Чуи. Горный Алтай

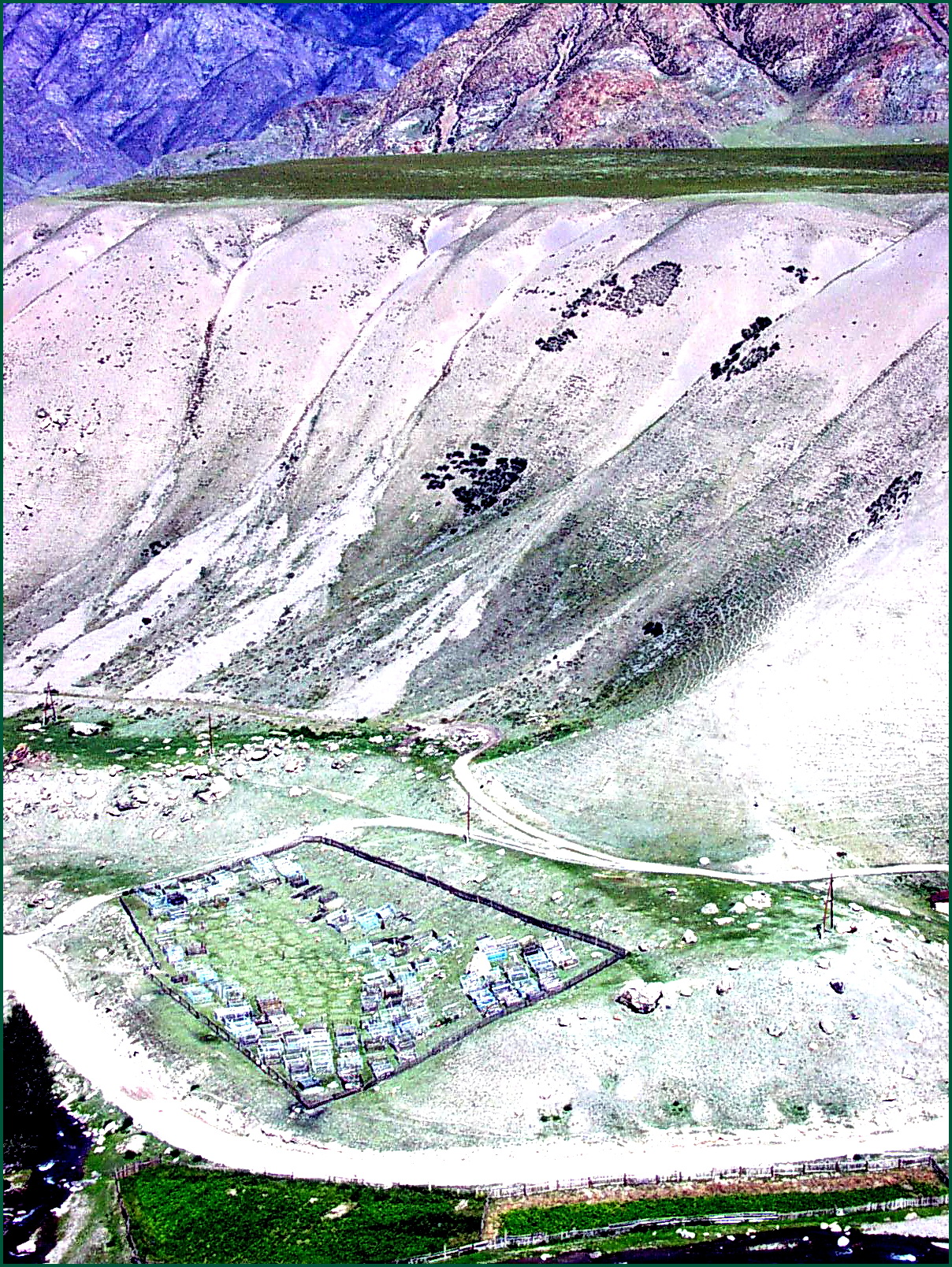
Мощная толща дилювия с возрастом поверхности около 15 тыс. лет. Приустьевая часть долины р. Иня, правого притока Катуни, Горный Алтай. Август 2003.

Как и в случае с отложениями засто́йных вод дилювиальных потоков из североамериканского позднечетвертичного ледниково-подпрудного озера Миссула, тонкозе́рнистые слои ила и полими́ктовых песков чередуются в этих толщах с более грубыми, преимущественно щебни́сто-грави́йными горизонтами, приуроченными к основным каналам стока — долинам рек Чу́и и Кату́ни. Механический состав отложений становится тоньше вверх по долинам притоков, с удалением от магистральных долин. Погружающиеся под углами 6-8˚ под урез реки Малый Яломан передовые слои свидетельствуют о за́плесках воды из долины р. Чуи.
При этом горизонты песков, щебня и гальки, мощностью около 25 см, чередуются с просло́ями ила, мощностью около 10 см. Часто встречаются горизонты су́глинков и илов с текстурами срыва. Отложения засто́йных вод несогласно перекрыты валу́нно-га́лечниковыми слоя́ми с включением небольших глыб. Эти, относительно грубозернистые, образования являются следствием энергетических пульсаций потока, проходящего вверх по долинам прито́ков. Эти же мощные течения вверх по долинам рек Малый Яломан и Иня во время прохождений паводков по основному каналу могли генерировать и текстуры сры́ва в илистых горизонтах.
В отложениях всех высоких дилювиальных террас обращает на себя внимание исключительно плохая окатанность щебнисто-дресвяной фракции, доминирующей в строении толщ, и её пестрый петрографический состав. Последние два обстоятельства, в частности, говорят о том, что обло́мочный материал в потоке переносился преимущественно во взве́шенном состоянии, на что впервые 25 лет назад обратил внимание А. Н. Рудой. В эти отложения вложены без нарушения сло́истости крупные, до нескольких метром в диаметре, угловатые глыбы.
Формирование отложений дилювиальных террас и валов дилювиального происхождения происходило в результате либо одного мощного суперпаводка, или, что вероятнее, в результате работы нескольких дилювиальных потоков. Судя по мощности отложений, минимальные глубины дилювиальных потоков в долинах Чуи и Катуни составляли, по крайней мере, 250 м, скорости потоков — десятки метров в секунду а расходы воды в таких потоках регулярно превышали 1 млн м³/с. Это хорошо коррелирует с данными, полученными из расчетов. Новые абсолютные датировки, полученные современными методами, указывают и на астрономический возраст дилювиальных потоков с расходами свыше 10 млн м³/с — между 15 и 7 тысячами лет назад. Максимальный же расход дилювиального потока был установлен в 18 млн м³/с, что превышает считавшийся ранее максимальным на Земле расход при прорыве озера Миссула.
В Центральном Алтае дилювиальные валы и террасы известны как «высо́кие террасы» Чуи и Катуни. Их удивительными размерами и совершенной, кажется — рукотворной, формой более 150 лет назад восхищался русский геолог Пётр Чихачев. С тех пор генезис «высоких террас» служил предметом ожесточенных дискуссий, начинающих угасать в наши дни в связи с его очевидностью.